# Kalînovîi Hai, Cervonoarmiisk
Kalînovîi Hai (în ucraineană Калиновий Гай) este un sat în comuna Strîbij din raionul Cervonoarmiisk, regiunea Jîtomîr, Ucraina.

## Demografie
Componența lingvistică a localității Kalînovîi Hai
     Ucraineană (100%)
Conform recensământului din 2001, toată populația localității Kalînovîi Hai era vorbitoare de ucraineană (100%).